# 艾蒂安·梅代罗斯
艾蒂安·梅代罗斯（葡萄牙語：Etiene Pires de Medeiros，1991年5月24日—）是一名巴西女子游泳运动员，她是巴西历史上最佳女性游泳选手，是首位在世锦赛和泛美运动会上在个人项目上夺冠的巴西人，还是女子50米仰泳世界纪录保持者（短程）。在喀山举办的2015年世界游泳锦标赛上，她获得50米仰泳银牌。